# Чжэцзянский университет
Чжэцзянский Университет (кит. 浙江大学, пиньинь Zhèjiāng Dàxué) — государственный университет Китая. Основан в 1897 году. Расположен примерно в 180 километрах к югу от Шанхая в провинции Чжэцзян, город Ханчжоу. Один из старейших и престижнейших китайских университетов. В 2012 году занял 1 место во Всекитайском рейтинге вузов . Ранее университет носил название «Академия Цюши» (Qiushi Shuyuan). 
В 1952 году университет подвергся реструктуризации и некоторые факультеты стали самостоятельными учебными заведениями. В 1998 году вновь происходит объединение вузов (Чжэцзянского университета, Ханчжоуского университета, Чжэцзянского сельскохозяйственного университета и Чжэцзянского медицинского университета) и появляется новый Чжэцзянский университет. С одобрения государственного совета КНР университет становится одним из центральных элементов реформирования системы высшего образования. Университет включен в список университетов, принимающих участие в реализации программы «Проект 211»
Под непосредственным управлением Министерства образования, преподавание в вузе ведётся по 11 направлениям: философия, экономика, юриспруденция, педагогика, литература, история, неоконфуцианство, технические науки, агрономия, медицина, управление.
Университет состоит из 24 колледжей. В университете действуют 112 специальностей для бакалавров, 317 для аспирантов и 283 для докторов.
Сейчас в университете 14 государственных лабораторий национального уровня, 5 государственных инженерных исследовательских центров.
В настоящее время в университете по различным программам обучается около 40 тыс. студентов очной формы обучения. Количество профессорско-преподавательского состава и вспомогательного персонала — около 9 тыс. человек. Среди них — 13 человек является профессорами Китайской академии наук (в частности, президент университета — Ян Вэй), 13 — Академии инженерных наук КНР, около 1200 профессоров и 2400 — доцентов.
Университетская библиотека — одна из самых крупных комплексных библиотечных систем Китая — насчитывает около 7 млн изданий. При университете существует 6 медицинских клиник, работающих с пациентами из всей провинции.